# Општина Чофранђени (Арђеш)
Чофранђени (рум. Ciofrângeni) општина је у Румунији у округу Арђеш.
Oпштина се налази на надморској висини од 374 m.